# Хабік
Хабік (рум. Habic) — село у повіті Муреш в Румунії. Входить до складу комуни Петеля.
Село розташоване на відстані 272 км на північ від Бухареста, 25 км на північний схід від Тиргу-Муреша, 91 км на схід від Клуж-Напоки, 132 км на північний захід від Брашова.

## Населення
За даними перепису населення 2002 року у селі проживали 325 осіб, з них 323 особи (99,4%) румунів. Рідною мовою 323 особи (99,4%) назвали румунську.